# Graphorkis
Graphorkis es un género con cuatro especies de orquídeas de hábitos epífitas. Es originario de África tropical y el oeste del Océano Índico.

## Especies
- Graphorkis concolor (Thouars) Kuntze, Revis. Gen. Pl. 2: 662 (1891).
- Graphorkis ecalcarata (Schltr.) Summerh., Kew Bull. 8: 161 (1953).
- Graphorkis lurida (Sw.) Kuntze, Revis. Gen. Pl. 2: 662 (1891).
- Graphorkis medemiae (Schltr.) Summerh., Kew Bull. 8: 161 (1953).